# El Vínculo
El Vínculo es un pueblo que se encuentra en la península de Paraguaná, al sur del sitio natural Salina de Las Cumaraguas de la Parroquia civil del municipio Falcón, estado Falcón en Venezuela.

## Historia
Por su gran extensión de desierto y tierra árida, el Vínculo era inicialmente conocida como Sabana Larga. La región y su cercanía a las aguas salinas de Las Cumaraguas y sus frecuentes inundaciones era poca habitada más allá del norte de Pueblo Nuevo. De notar en la zona estaban los hatos de Las Mercedes, El Charo y La Argelia. A comienzos del siglo XX se ubicaron pobladores al sur de las salinas estableciendo siembras de frijoles, auyama y millo que, como de costumbre, era guiado por trojas y el maíz.